# Maxillaria azulensis
Maxillaria azulensis är en orkidéart som beskrevs av David Edward Bennett och Eric Alston Christenson. Maxillaria azulensis ingår i släktet Maxillaria och familjen orkidéer.
Artens utbredningsområde är Peru. Inga underarter finns listade i Catalogue of Life.